# Liste der Bodendenkmäler in Dittelbrunn
Auf dieser Seite sind die Bodendenkmäler in der unterfränkischen Gemeinde Dittelbrunn zusammengestellt. Diese Tabelle ist eine Teilliste der Liste der Bodendenkmäler in Bayern. Grundlage ist die Bayerische Denkmalliste, die auf Basis des Bayerischen Denkmalschutzgesetzes vom 1. Oktober 1973 erstmals erstellt wurde und seither durch das Bayerische Landesamt für Denkmalpflege geführt wird. Die folgenden Angaben ersetzen nicht die rechtsverbindliche Auskunft der Denkmalschutzbehörde.

## Bodendenkmäler in Dittelbrunn
| Lage       | Objekt                                                                                | Akten-Nr.     | Bild |
| ---------- | ------------------------------------------------------------------------------------- | ------------- | ---- |
| (Standort) | Mittelalterliche Orts- und Kirchenwüstung „Lauerbach“.                                | D-6-5827-0011 |      |
| (Standort) | Bestattungsplatz mit Grabhügeln der späten Hallstattzeit.                             | D-6-5827-0013 |      |
| (Standort) | Siedlung vor- und frühgeschichtlicher Zeitstellung.                                   | D-6-5827-0026 |      |
| (Standort) | Untertägige Teile der im Kern frühneuzeitlichen Kath. Kirche Mariae Geburt in Hambach | D-6-5827-0041 |      |
| (Standort) | Untertägige Teile der frühneuzeitlichen Kath. Kirche St. Kilian in Holzhausen.        | D-6-5827-0042 |      |
| (Standort) | Untertägige Teile der frühneuzeitlichen Kath. Kirche St. Antonius von Padua           | D-6-5827-0044 |      |
| (Standort) | Siedlung der Urnenfelderzeit.                                                         | D-6-5927-0024 |      |
| (Standort) | Freilandstation des Paläolithikums.                                                   | D-6-5927-0039 |      |
| (Standort) | Siedlung der Linearbandkeramik.                                                       | D-6-5927-0041 |      |
| (Standort) | Siedlung der Linearbandkeramik.                                                       | D-6-5927-0042 |      |
| (Standort) | Siedlung der Linearbandkeramik.                                                       | D-6-5927-0043 |      |
| (Standort) | Bestattungsplatz mit Grabhügeln vorgeschichtlicher Zeitstellung.                      | D-6-5927-0045 |      |
| (Standort) | Körpergräber der römischen Kaiserzeit.                                                | D-6-5927-0047 |      |
| (Standort) | Siedlung der Linearbandkeramik.                                                       | D-6-5927-0121 |      |
| (Standort) | Siedlung der Linearbandkeramik.                                                       | D-6-5927-0139 |      |